# 蘋果軟體更新
苹果软件更新（英語：Apple Software Update），是苹果公司开发的在Windows平台上运行的用于更新该台电脑内苹果软件的更新向导。使用其进行更新的软件包括ITunes，iCloud控制面板，QuickTime，Safari等。
该程序随苹果向Windows开发的的各个软件中附带，一般情况下，会在一定时间间隔后自动启动。